# Sinan Güngör
Sinan Güngör (* 1949 in der Türkei) ist ein deutscher Trickfilmzeichner und Produzent türkischer Herkunft. Bekannt ist Güngör insbesondere für seine Tätigkeit als Zeichner für die Sendung mit der Maus im WDR, des Eisbären Lars aus der Filmreihe Der kleine Eisbär sowie als Storyboardzeichner für die Mainzelmännchen des ZDF.

## Leben
Güngör stammt aus der Mittelmeerregion der Türkei und studierte ursprünglich Chemie an der Technischen Universität Istanbul und ab 1973 Chemietechnik in Dortmund. Dort belegte er zeitweise Animation als Zweitfach. Das Studium schloss er als Chemie-Ingenieur ab, in diesem Beruf arbeitete er für eine unbekannte Zeit in der Türkei.
Zum Zeichnen kam er – Kritzeleien in Schulheften ausgenommen – erst während des Studiums in Deutschland. 1975 traf er sich mit dem damaligen Lehrbeauftragten des Fachbereiches Animation Thilo Graf Rothkirch der Fachhochschule für Trickfilm bzw. Fachhochschule für Design, nachdem Güngör durch ein Plakat an seiner Universität auf eine Veranstaltung Rothkirchs aufmerksam wurde. Dieser habe ihn zum Trickfilmzeichnen überredet, nachdem er ihm bei einem von Güngör arrangierten Treffen seine Zeichnungen darlegte. Ab 1977 zeichneten er, Rothkirch und weitere Studierende gemeinsam, was auch von der lokalen Presse Beachtung fand.
Nach seinem Studienabschluss in Deutschland ging er jedoch zunächst nach Izmir mit dem Ziel, an der dortigen Universität einen Lehrstuhl für Animation einzurichten. Güngör kündigte ernüchtert bereits nach kurzer Zeit und kehrte nach einem Angebot Rothkirchs zur Mitwirkung an der Produktion Aladins Wunderlampe eines irakischen Senders nach Deutschland zurück. Er lebte daraufhin – je nach Quelle – seit 1981 oder 1982 in Berlin. Ab 1986 war er Chefzeichner bei Rothkirch Cartoon-Film sowie selbstständiger Künstler.
Nachdem der niederländische Kinderbuchautor Hans de Beer in den 1990er Jahren eine Verfilmung seiner Kinderbuchreihe Der kleine Eisbär plante und mit den aus Japan stammenden Probeanimationen unzufrieden war, kam man auf Rothkirch und Güngör zurück. Der erste Kinofilm erschien unter der zeichnerischen Mitwirkung Güngörs schließlich 2001, im Jahr 2003 wurde der Film für den Emmy nominiert.
Unter anderem hierdurch und durch einen von ihm produzierten Film über einen Straßenhund wurde der WDR auf ihn aufmerksam. Diese suchten einen Zeichner für die Sendung mit der Maus, nachdem Friedrich Streich seine zeichnerische Tätigkeit für die Maus niederlegen wollte.
Güngör hat vier erwachsene Kinder und lebt von seiner Frau getrennt in Berlin-Reinickendorf und zeitweise in der Türkei.

## Filmographie (Auswahl)

### Animation
- In der Arche ist der Wurm drin (1988)[27]
- Der kleine Eisbär (Serie, 1992–1995)[28][29][30]
- Der kleine Eisbär (2001)[31]
- Lauras Stern (2004)[32]
- Der kleine Eisbär 2 – Die geheimnisvolle Insel (2005)[33]
- Kleiner Dodo (2008)[34]

### Regie
- Der kleine Eisbär (Serie, 1992–1995)[35]